# Twelfth Night (groupe)
Pour les articles homonymes, voir Twelfth Night.
Twelfth Night est un groupe de rock néo-progressif anglais formé en 1978 à Reading (Angleterre), actif jusqu'en 1987, et qui s'est reformé en 2007. Le groupe est considéré comme une des références en matière de néo-prog.

## Histoire du groupe

### Formation
L'origine de Twelfth Night remonte au 23 février 1978 quand le guitariste Andy Revell et le batteur Brian Devoil ont joint leurs forces pour gagner un concours de talents à l'Université de Reading. Geoff Mann et Rick Battersby faisaient partie de l'équipe de tournée. Plus tard en 1978, Clive Mitten se promena lors d'une répétition du groupe et demanda leur un travail en tant que bassiste.

### Twelfth Night
Après quelques concerts sous le nom de "Andy Revell Band", le groupe changea son nom en « Twelfth Night ». En mars 1979, le groupe compléta ses premiers enregistrements qui donnèrent la démo « Skan » (les musiciens étaient Brian Devoil, Clive Mitten et Andy Revell). Plus tard, durant l'été 1979, ils jouèrent au Midsummer Rock Concert à l'Université de Reading avec leur ami Geoff Mann comme invité au chant. Après quelques concerts estivaux en plein air, le groupe se retira avec Rick Battersby dans la maison des parents de Geoff Mann à Manchester pour répéter.
Quand Rick Battersby et Geoff Mann ont rejoint le groupe, ce fut leur première aventure musicale. Rick Battersby a une formation classique au piano. Cependant, Geoff Mann décida de rester à Manchester pour peindre et travailler avec Peter Lawrence, un ami proche, dans un groupe à deux appelé "God Stars". Twelfth Night, ayant décidé de continuer en tant  que groupe instrumental, commença jouer sérieusement en concert début 1980. Ces premiers concerts étaient principalement joués dans des pubs du coin.

### Le début de la notoriété pour Twelfth Night
En janvier 1980, la cassette « The First Tape Album » fut publiée. Les titres étaient des versions live de « Fur Helene » et de « Encore » avec les versions studio de « Freddie Hepburn » et « Sequences ». Le premier succès pour le groupe arriva lorsque le journal « Musicians Only » désigna cette cassette « Demo of the Week ». La chronique d'un concert ainsi qu'un article complet d'une page suivirent: ce furent les premiers pas du groupe dans la presse nationale Britannique.
Le groupe publia une annonce dans le « Melody Maker » pour trouver un chanteur. Durant l'été, la chanteuse Américaine Electra MacLeod fut recrutée.
Electra ajouta des paroles à plusieurs instrumentaux, tels que « The Cunning Man », « Abacus », « Keep The Aspidistra Flying » et « Sequences ». Les enregistrements en public de cette formation sont encore inédits.
Le groupe, avec Electra, enregistra un deuxième album sur cassette (connu sous les noms de « Twelfth Night », « The Electra Tapes » et « Early Material ») qui sortit pour coïncider avec une tournée en automne. Cependant, la formule ne fonctionna pas et Electra quitta le groupe en novembre 1980. Malgré cela, un 45 tours « The First 7" Album » (TN001) sortit en décembre 1980 avec Electra au chant sur « The Cunning Man » et une nouvelle version raccourcie de « Fur Helene ».
Après le départ d'Electra, le groupe enregistra rapidement un album live « Live at the Target » (TN002). Cet album sortit en février 1981 et fut suivi d'une tournée extensive de promotion avec le support "God Stars" pour quelques concerts. Cette tournée fut l'occasion pour Twelfth Night de jouer leurs premiers concerts au Marquee Club, à Londres.

### Succès
L'album Live at the Target a été enregistré sur deux jours en janvier 1981. Ceci a conduit à un contrat de publication signé en mars 1981 avec Neptune. Le succès rencontré par l'album obligea Pinnacle Records à offrir un contrat de distribution national pour la première fois pour le groupe.L'album entra dans les charts Heavy Metal et Hippy dans Melody Maker et Sounds.
Une fois de plus, le groupe rechercha un chanteur durant l'été. Un titre enregistré en mai 1981 avec le chanteur de Reading  Ian Lloyd-Jones était prévu pour sortir mais ceci ne se matérialisa pas.
Il recrutèrent Geoff Mann une fois de plus et jouèrent en première partie du festival de Reading en août 1981. Twelfth Night devint ainsi le deuxième groupe local à jouer dans cet événement (après A.F.T. en 1976 qui publia un 33 tours sur Charisma la même année). La version de Sequences de Geoff Mann, qui débuta à Reading, devint assez vite un classique en concert et reste une des chansons préférés du public.
Ils entrèrent ensuite en studio pour enregistrer des démos de nouvelles chansons. Quelques morceaux de ces démos furent publiés sur cassette début décembre 1981. Sous le titre Smiling at Grief (TN003), cette cassette incluait Fur Helene Part II, un des morceaux écrit en 1978, resté inédit jusqu'alors. Durant cette période, Rick Battersby quitta le groupe pour poursuivre des projets solos. Pendant ce temps, Live At The Target s'est vendu correctement en Amérique, en Scandinavie et en Europe.
Twelfth Night passa la majeure partie de 1982 à écrire et à enregistrer l'album Fact and Fiction (TN006). Commencé en mai, il fut achevé et sorti en décembre. Clive Mitten y joue les claviers pendant l'absence de Rick Battersby et quelques concerts à quatre furent joués à l'automne.
Durant l'été, une offre pour passer à la télévision fut proposée au groupe. Twelfth Night joua East of Eden dans la toute première émission « David Essex Showcase » qui fut diffusée sur BBC1 le 26 juin 1982.
Deux titres qui n'ont pas trouvé de place sur l'album Fact and Fiction, Eleanor Rigby et East of Eden sont sortis en 45 tours en octobre 1982 (REV009). Rick Battersby revient dans le groupe en décembre 1982, complétant la formation pour le Fact and Fiction Tour qui commença en janvier 1983 et incluait les premiers concerts en tête d'affiche pour Twelfth Night au Marquee. Bullet & Pinnacle Records assurèrent la distribution du nouvel album.
Un nouveau morceau épique, « The Collector », fut joué et enregistré en démo durant le premier semestre de 1983.
En août 1983, le groupe joua à nouveau au festival de Reading. La maison de disques CBS sembla prête à offrir un contrat d'enregistrement après que quatre démos furent enregistrées pour elle au cours du mois de mai précédent.

### Départ de Geoff Mann
En novembre 1983, Geoff Mann quitta Twelfth Night après deux concerts à guichets fermés au Marquee, où fut enregistré l'album  live Live and Let Live. Geoff Mann débuta une carrière solo et fut remplacé en décembre par le chanteur/parolier Andy Sears (ex Canis Major, Isis, Rapid Apple, and Silva).

### Consolidation
En janvier 1984, le groupe commença une tournée extensive avec Andy Sears, coïncidant avec la sortie du disque « Live And let Live » sur le label Music For Nations (Cat. No. MFN18). Les meilleurs moments de cette tournée ont été un show en mars avec Pallas au Hammersmith Odeon de Londres, ainsi que plusieurs autres concerts (dont un a été filmé) au Marquee Club. Ce concert a été enregistré pour être diffusé à la télévision Britannique dans la série: "Live From London". La performance deTwelfth Night n'a jamais été diffusé mais est sortie plus tard sur la cassette vidéo "The Creep Show" et sur le DVD Live From London.
Immédiatement après la tournée, le groupe signa un contrat de management et de publication avec Hit and Run Music, joignant entre autres Genesis et Peter Gabriel dans cette société.
Lors de l'été 1984, Twelfth Night composa de nouveaux titres, dont la chanson Take A Look. Au cours du mois de juillet, le groupe joua pour la première fois en tête d'affiche au Dominion Theatre de Londres. Ce fut un grand succès avec 1500 spectateurs. En août, le groupe enregistra l'album Art and Illusion à Liverpool avec le producteur Gil Norton. Après sa sortie en octobre, le disque atteignit la 83e place des charts Anglais. Lors de la tournée que suivit, le groupe joua devant un public plus nombreux qu'auparavant, retournant au Dominion Theatre et jouant à Marburg an Allemagne pour leur unique concert en dehors du Royaume-Uni.
1985 débuta avec des concerts d'anniversaire spéciaux à guichets fermés au Marquee sous le pseudonyme de Jan Six and the Cryptik Clues dont les places étaient vendues en avance par le fan club. Le premier semestre fut consacré à l'écriture de nouveau matériel dont quelques morceaux furent joués lors de la tournée Corner of the World en mai.

## Membres du groupe
- Andy Revell : guitare/claviers/chant (1978-1987;2007-présent)
- Brian Devoil: batterie (1978-1987;2007-présent)
- Clive Mitten: basse/guitare/claviers/chant (1978-1987;2007-présent)
- Rick Battersby: claviers (1979-1987)
- Geoff Mann: chant (1979-1980;1982-1983)
- Electra McLeod: chant (1981)
- Andy Sears: chant (1983-1986;2007-présent)
- Martyn Watson: chant (1987)
- Mark Spencer: claviers (2007-présent)

## Discographie
Démos:
- 1979: Skan
- 1980: The First Tape Album
- 1980: Early Material
- 1982: Smiling At Grief

Albums studio:
- 1982: Fact and Fiction
- 1984: Art and Illusion
- 1986: Twelfth Night

Albums live:
- 1981: Live at the Target
- 1984: Live and Let Live
- 2010: MMX

Compilations:
- 1991: Collector's Item
- 2007: Voices in the Night

Singles:
- 1980: 7"
- 1982: East of Eden / Eleanor Rigby
- 1986: Shame
- 1986: Take a Look (version courte)
- 1986: Take a Look (version longue)